# ستيوارت أتويل
ستيوارت أتويل (بالإنجليزية: Stuart Attwell؛ مواليد 6 أكتوبر 1982) هو حكم كرة قدم إنجليزي، يتولى مهامه بشكل أساسي في الدوري الإنجليزي الممتاز.
حكّم أتويل أول مباراة له في عام 2008 كأصغر حكم يُحكّم في الدوري الإنجليزي الممتاز على الإطلاق، لكن تم خفض درجته من قبل المجموعة المختارة في فبراير 2012، وعاد إلى التحكيم في دوري كرة القدم الإنجليزية. وفي 2016، عاد للتحكيم في الدوري الإنجليزي الممتاز.

## الإحصائيات

### إنجلترا
| الموسم  | المباريات | المجموع | لكل مباراة | المجموع | لكل مباراة |
| ------- | --------- | ------- | ---------- | ------- | ---------- |
| 2007–08 | 32        | 52      | 1.62       | 9       | 0.28       |
| 2008–09 | 30        | 94      | 3.13       | 8       | 0.26       |
| 2009–10 | 26        | 95      | 3.65       | 4       | 0.15       |
| 2010–11 | 25        | 79      | 3.16       | 2       | 0.08       |
| 2011–12 | 32        | 102     | 3.19       | 6       | 0.19       |
| 2012–13 | 44        | 129     | 2.93       | 3       | 0.07       |

إحصائيات لجميع المسابقات، بما في ذلك المحلية والأوروبية والدولية. لا توجد سجلات متاحة قبل 2007–08.

### اليابان
| الموسم | المباريات | المجموع | لكل مباراة | المجموع | لكل مباراة |
| ------ | --------- | ------- | ---------- | ------- | ---------- |
| 2010   | 2         | 18      | 9.00       | 0       | 0.00       |